# Rongorongo

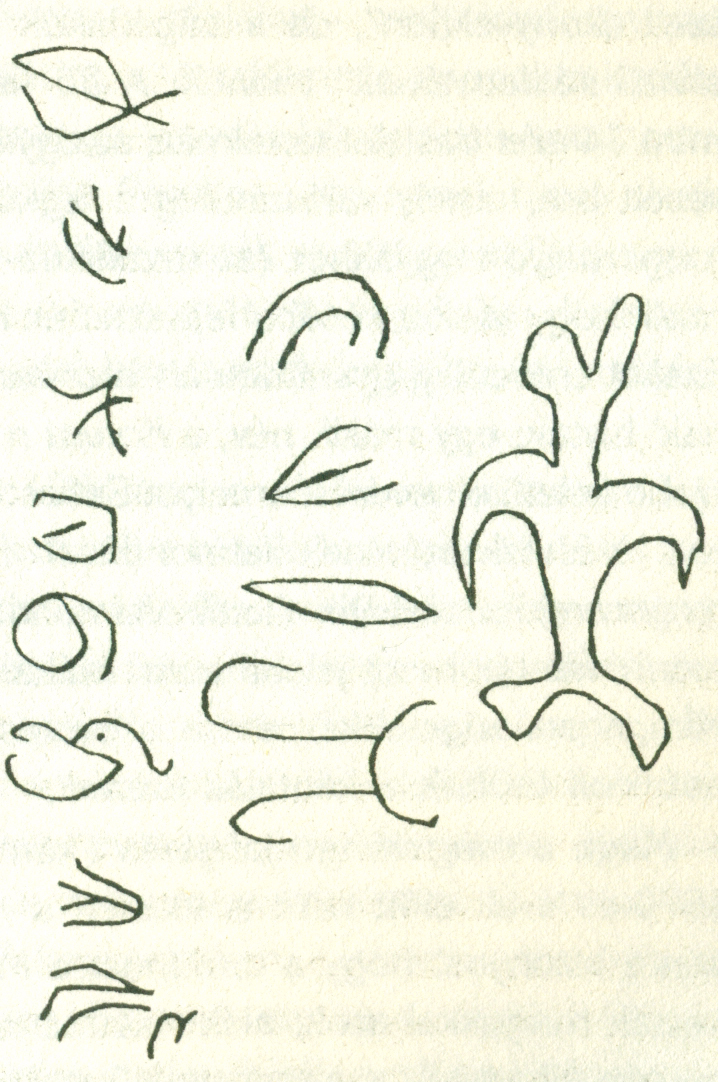
A szigetlakók „aláírásai” az 1770-es spanyol annektálási dokumentumon

A rongorongo vagy ko hau rongo rongo (visszaadás, visszaolvasás sorai rapanui nyelven) a Húsvét-szigeten megtalált fatáblákra vésett jelek rendszere, nagy valószínűséggel, de nem bizonyítottan írásrendszer. 
Mindössze 26 ilyen szöveg maradt fel. A szövegeket olyan fatáblákra jegyezték fel eredetileg, amelyek gyorsan elkorhadtak. Maga az írás karcolással (sokszor cápafog volt az íróeszköz) történt, és inverz busztrofedon irányban haladt (ami azt jelenti, hogy az oldal aljáról indult, először balról jobbra, a következő sorban jobbról balra, és így tovább). Minden második sor fejjel lefelé olvasandó.
Az írás olvasata egyelőre rejtély. Noha a szigetlakók szívesen mesélték el a táblákra lejegyzett történeteket, nem olvastak, csupán a jelek emlékeztették őket az ősi történetekre. A különböző szigetlakók különböző módon olvasták ki a táblákat, sőt ugyanazon bennszülött is néhány napos különbséggel más-más módon adta elő azokat.

## Elnevezése
A rongorongo kifejezés (kántálás, felmondás) az 1870-es évek előtt nem szerepelt a rapanui nyelvben. Nagyon valószínű, hogy ezt a szót a Mangareva-szigetekről hozták haza azok a rapanui bennszülöttek, akiket a papok magukkal vittek a mangarevai katolikus missziójukra. Mangareván ez a kifejezés helyi bennszülött vallási kántálók kasztját jelölte, akik fejükben tartották a szent dalokat és megfelelő alkalommal el kellett azokat énekelniük.
A Mangareva-szigeteken botokkal ütötték a kántálás ütemét. A húsvét-szigeti fára vésett jelek közül is a legősibbek valószínűleg botokra íródtak, mint a nevezetes Santiago-bot. (Ez utóbbi egy két kilós, 126 cm hosszú, 6,5 cm vastag fajogar, ami egykor egy ariki, azaz húsvét-szigeti vezető hatalmi jelképe volt.) Ezeknek a neve kouhao ta, azaz „írott bot” volt. Egy hosszabb elnevezés, a kohau motu mo rongorongo valószínűleg újabb keletű, ez Sebastian Englert fordításában „vésetek sorainak felmondása”.

## Története
A szigetlakók legendái szerint a betelepülőket vezető törzsfő, Hotu Matu'a 67 televésett táblát hozott a szigetre és természetesen tudta azokat olvasni. A fennmaradt legendák azonban tudományos szempontból teljesen megbízhatatlanok, számos állításukat könnyűszerrel lehet cáfolni.
A korai európai látogatók nem említik a rongorongo táblákat. Eugêne Eyraud misszionárius azonban 1864-ben azt jegyezte fel, hogy minden házban találhatók ilyen jelekkel telerótt fatáblák, botok. Több kutató úgy véli, hogy az „írás”  létrehozását a spanyolok 1770-es látogatása inspirálta, amikor ők egy írásos annektálási nyilatkozatot írattak alá a szigetlakók vezetőivel, akik akkor találkozhattak először írással.
A rongorongo számos írásszakértő, titkosírás-kutató érdeklődését váltotta ki, és egy sor – sajnos egymásnak is ellentmondó – kísérlet született annak megfejtésére. A kutatók nagy többsége egyetért abban, hogy a rongorongo az ősi teremtési énekek felidézését, előadását segítő eszköz lehetett, és a táblák tartalmilag nagy hangsúllyal a termékenységgel foglalkoznak, amire a gyakran előforduló, fallikus szimbólumnak tekintett jelek is utalnak.